# Anastasiia Goreeva
Anastasiia Alekseevna Goreeva (en russe : Анастасия Алексеевна Гореева), née le 27 août 1999 à Pavlovski Possad, est une biathlète russe.

## Carrière
Anastasiia Goreeva naît à Pavlovski Possad dans l'Oblast de Moscou. Elle débute à l'âge de neuf ans le biathlon en intégrant le centre d'entraînement sportif olympique de la région de Moscou. Elle fait ses débuts au niveau international en 2017 lors des Championnats du monde de la jeunesse à Brezno en Slovaquie, remportant la médaille d'or du relais. La saison suivante elle participe pour la première fois à l'IBU Cup junior et se montre à son avantage lors des Championnats du monde de la jeunesse organisés à Otepää en Estonie, terminant troisième de l'individuel, puis quatrième du sprint, avant de remporter le titre mondial lors de la poursuite.
En 2019 elle est engagée sur l'IBU Cup à Sjusjøen et fait partie de la sélection russe lors des Championnats du monde juniors 2020 à Lenzerheide en Suisse, remportant la médaille d'argent en relais.
En décembre 2020 elle est intégrée dans l'équipe russe en plein renouveau pour la Coupe du monde. Elle participe aux épreuves à Kontiolahti et Hochfilzen, parvenant à prendre la 24e place lors du sprint en Autriche, lui permettant de marquer ses premiers points en coupe du monde. Goreeva est ensuite reversée en IBU Cup et remporte avec son équipe le relais féminin à Arber en Allemagne, puis le relais mixte une semaine plus tard au même endroit. Elle prend part ensuite pour la première fois aux Championnats d'Europe à Duszniki-Zdrój en Pologne, prenant la 30e place sur le sprint, la 17e sur la poursuite et la 7e lors du relais mixte. En fin de saison, lors de la dernière épreuve individuelle en IBU Cup, elle remporte le sprint à Obertilliach en Autriche. Elle termine à la 7e place du classement final de l'IBU Cup, laissant beaucoup d'espoirs pour la suite de sa carrière. En fin de saison, Goreeva participe à la dernière épreuve de la Coupe du monde à Östersund en Suède, où elle prend la 38e place du sprint.
Pour entamer la saison 2021-2022, Goreeva est à nouveau dans le groupe russe en IBU Cup. Après des résultats moyens à cause d'un tir défectueux. À Obertilliach en Autriche, elle parvient à se hisser dans le top 10 dans les épreuves individuelles, puis elle remporte le relais mixte en compagnie d'Anastasia Shevchenko, Nikita Porshnev et Maksim Tsvetkov.
Le 26 février 2022, à la suite de l'invasion militaire de l'Ukraine par la Russie, les biathlètes russes ne sont pas autorisés par les autorités estoniennes à se rendre à l'étape de coupe du monde à Otepää. Dans la même journée, l'IBU décide que les biathlètes russes participeront aux épreuves restantes sous bannière neutre, ce qui provoque une réaction de la fédération russe qui retire l'ensemble de ces athlètes pour la fin de saison de coupe du monde.
En 2024, les biathlètes russes étant toujours interdits de compétitions internationales, un évènement (les Spartakiades) est organisé à Zlatooust au même moment que les championnats du monde de Nové Město. Goreeva prend à deux reprises la troisième place sur le sprint et la poursuite.

## Palmarès

### Coupe du monde
- Meilleur classement général : 79e en 2021
- Meilleur résultat individuel : 24e.

#### Classements en Coupe du monde
| Saison    | Individuel | Individuel | Individuel | Sprint  | Sprint | Sprint   | Poursuite | Poursuite | Poursuite | Mass start | Mass start | Mass start | Général | Général | Général  |
| Saison    | Courses    | Points     | Position   | Courses | Points | Position | Courses   | Points    | Position  | Courses    | Points     | Position   | Courses | Points  | Position |
| --------- | ---------- | ---------- | ---------- | ------- | ------ | -------- | --------- | --------- | --------- | ---------- | ---------- | ---------- | ------- | ------- | -------- |
| 2020-2021 | 1/3        | -          | nc         | 3/10    | 20     | 68e      | 2/8       | -         | nc        | 0/5        |            |            | 6/26    | 20      | 79e      |

### Championnats d'Europe
| Édition / Épreuve   | Individuel | Sprint | Poursuite | Relais mixte | Relais mixte simple |
| ------------------- | ---------- | ------ | --------- | ------------ | ------------------- |
| Duszniki-Zdrój 2021 | —          | 30e    | 17e       | 7e           | —                   |
| Arber 2022          | —          | 35e    | DNS       |              |                     |

Légende :
- — : non disuptée par Goreeva
- DNS : n'a pris le départ

### IBU Cup
- 3 podiums individuels : 1 victoire et 2 deuxièmes places.
- 2 podiums en relais : 2 victoires.

### Championnats du monde juniors et de la jeunesse
| Édition / Épreuve | Individuel                | Sprint | Poursuite            | Relais                   |
| ----------------- | ------------------------- | ------ | -------------------- | ------------------------ |
| Brezno 2017       | 13e                       | 12e    | 8e                   | Médaille d'or, monde     |
| Otepää 2018       | Médaille de bronze, monde | 4e     | Médaille d'or, monde | 4e                       |
| Lenzerheide 2020  | 18e                       | 10e    | DNS                  | Médaille d'argent, monde |
| Obertilliach 2021 | 20e                       | 6e     | 15e                  | 4e                       |

Légende :
- participation aux Ch. du monde de la jeunesse

- : première place, médaille d'or
- : deuxième place, médaille d'argent
- : troisième place, médaille de bronze
- DNS : n'a pas pris le départ